# Lídia Lipkóvskaia
Lídia Iàkovlevna Lipkóvskaia, rus: Ли́дия Яковлевна Липко́вская, ucraïnès: Лі́дія Я́ківна Липко́вська, Lídia Iàkivna Lipkovska, en romanès Lidia Lipkovski, per matrimoni Marxner, rus: Маршнер (* 10 de maig [C.J. 28 d'abril] de 1884 a Babin, llavors gubèrnia de Bessaràbia de l'Imperi Rus, actualment raion de Kelmenetski, óblast de Txernivtsí, Ucraïna - † 22 de març de 1958 a Beirut, Líban) fou una soprano russa d'origen ucraïnès.

## Biografia

Lydia Lipkowska, de Notícies musicals

Lydia va néixer a Babyn, on hi ha un museu del poble dedicat a ella, en la família d'un mestre rural. Lídia tenia tres germanes, quatre germans. La seva tia era Maria Zankovetska, una famosa actriu ucraïnesa. Va rebre educació al gimnàs de dones Mariinsky a Kamyanets-Podilskyi. Juntament amb altres alumnes, cantava al cor de l'església, feia les seves pròpies festes en solitari, cridant l'atenció amb una veu màgica que corria sota la cúpula de la catedral. Els residents de Kamyanets van anomenar a la noia "Ocell cantador". Després de la formació de Kamyanets-Podiskyi Lipkowska al Conservatori de Sant Petersburg. Es diu que va estudiar amb Natalia Iretskaya, una alumna de la coneguda Pauline Viardot. Va estar compromesa amb el Teatre Mariinsky de 1906 a 1908 i de nou de 1911 a 1913. Va ser membre de l'Metropolitan Opera a Nova York des de 1909 fins a 1911. El debut de Lipkowska amb el Metropolitan va ser com a Violetta a La Traviata el 18 de novembre de 1909, amb Caruso com a Alfredo. Va cantar com a artista convidada a la Boston Opera Company el 1909 i a la Chicago Grand Opera Company el 1910. Mentre estava a Boston, Lipkowska va ser homenatjada per The Lenox Hotel, que va posar a la seva carta la "cup Lydia" i el "Souffle a la Lipkowska". Ella va demanar a un jutge una mesura cautelar contra l'hotel, al·legant que els elements del menú estaven "perjudicant la seva reputació i fent-la ridiculitzar". El 1911 va fer el seu debut a la Royal Opera House de Londres com Mimì a La bohème de Giacomo Puccini.
El 1912, Lipkowska va acusar el gàngster de Nova York Sam Schepps per usura per la seva negativa a retornar dos diamants per valor de 80.000 dòlars que ella li havia empenyat. Lipkowska va dir que havia manllevat 12.000 dòlars a Schepps, que li havia deixat els diamants com a garantia i que va demanar 5.000 dòlars d'interès abans de tornar les joies. El 1914 va cantar a l'estrena mundial de I Mori di Valenza d'Amilcare Ponchielli a l'Opéra de Monte- Carlo.
Lipkowska va escapar de la Unió Soviètica amb el seu llavors marit Pierre Bodin el 1920, arribant a Nova York a l'Adriàtic de la White Star Line el 8 de febrer. El setembre de 1920, Lipkowska va cantar Gilda a Rigoletto amb la San Carlo Opera Company a Manhattan. Després de retirar-se de l'escenari, va viure a Romania on va exercir de professora de veu. Un dels seus alumnes va ser la soprano Virginia Zeani. Va morir a Beirut als 75 anys. Durant part de la seva vida va estar casada amb el baríton Georges Baklanoff.